# Красносельський Олександр Леонтійович
Красносе́льський Олекса́ндр Лео́нтійович (7 липня 1877, Москва — 19 березня 1944, Дніпропетровськ) — український радянський архітектор, художник, колекціонер.

## Життєпис

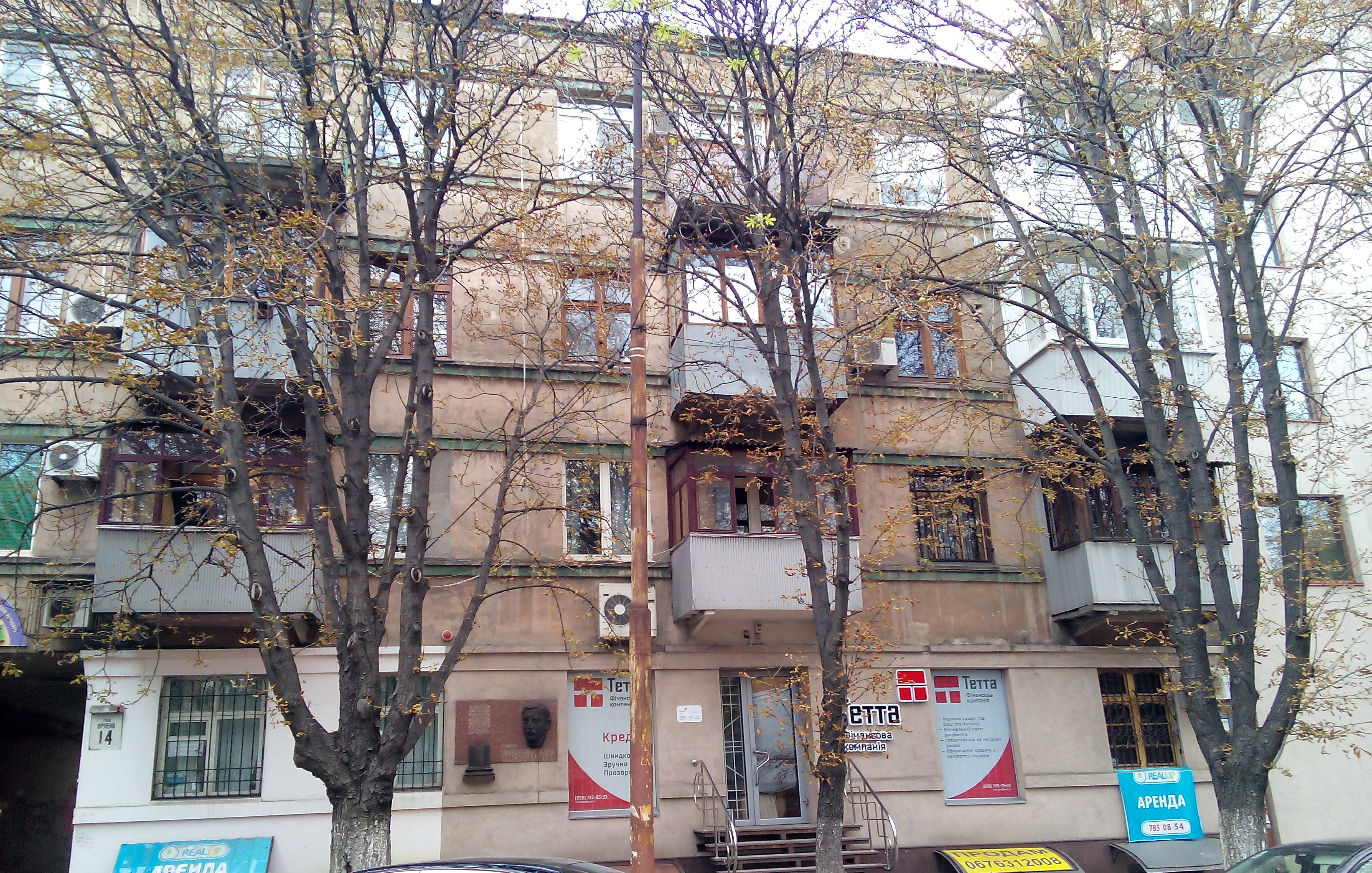
Будинок, у якому мешкав архітектор Красносєльський О. Л. Дніпропетровськ, вул. Короленка 14

Народився 7 липня 1877 року під Москвою (м. Верея) , в родині провізора Леона Аароновича Красносельського, який потім тримав аптеку в Тирасполі. Там жила й родина - Олександр з братами Борисом, Миколою, сестрою Марією. Крім Олександра, всі стали провізорами чи фармацевтами. 
З 1901 по 1906 роки Олександр навчався на архітектурному факультеті Ризького політехнічного інституту, який закінчив з відзнакою.
У 1908—1912 роках — міський архітектор міста Бєльці.
1912 р. переїжджає до Катеринослава, де вже в лютому 1913 року отримує посаду Катеринославського міського інженера з мурування мостових. У 1915—1918  виконував обов'язки 2-го міського архітектора Катеринослава.
У 1918-му Олександр Красносельський - редактор журналу мистецтв "Аргонавты", що його випускав разом з художником Михайлом Сапожниковим (художній відділ) та поетом Рувимом Палієм (відділ поезії). Кошти на видання давала родина місцевих меценатів Карпасів. З часописом співробітничало чимало інтелектуалів, зокрема, проф. О. І. Шмідт. Випускалися "Аргонавти" видавництвом "Искусство" в Катеринославі (друкарня Ісаака Когана). Часопис припинив свій вихід через захоплення міста військами Нестора Махна наприкінці 1918. (Нестерець П. "Аргонавти" //"Зоря" (журнал), Дніпропетровськ, 1931. - № 6. - С. 15).
Протягом 1919—1922 років Олександр Красносельський працює архітектором архітектурно-будівельного відділу комунгоспу Катеринославського Ревкому.
Упродовж 1922—1929 — губернський архітектор Катеринославської губернії
Від 1923 до 1935 року— архітектор і окружний інженер в управлінні Держтехконтролю при Катеринославському Губвиконкомі, а пізніше Окружному виконкомі
Упродовж 1926—1929 — головний архітектор Дніпропетровської області.
1927-го О. Л. Красносельський обирався членом Виконкому міської Ради, а 1929 року — кандидатом у члени Виконкому. Відтоді й до 1934 року працював на посадах Інспектора з будівництва й губернського архітектора.
Від 1930 року — керівник «Дніпропроєкту».
З 1931-го - заступник Дніпропетровського міжрайонного інспектора з контролю за будівництвом.
Помер 19 березня 1944 року в Дніпропетровську.
Влітку 1978 на будинку по вулиці Короленка, 14, де жив архітектор, відкрито меморіальну дошку авторства скульптора В. Небоженка і архітектора Ю. Положія.
Є думка, що мешкав він в сусідньому будинку по вулиці Короленка 14/16, бо будинок номер 14 - типова забудова низької якості, а той набагато якісніший. До 1928-1931 року мешкав за адресою вулиця Короленка, 19 (зазначено в актах про розлучення, шлюб, ще одне розлучення та новий шлюб).
Після смерті О. Л. Красносельського залишки його антикварної колекції  в кількості 115 одиниць отримав у спадок Дніпропетровський історичний музей ім. Д. Яворницького (в його ж колекції - фрагменти особистого архіву митця). Музей час від часу проводить виставки, присвячені архітекторові і зібраним Красносельським предметам старовини. Одна з останніх виставок "Красносельський - людина, архітектор, колекціонер" відкрилася в музеї 11 квітня 2014 до 165-річчя Дніпропетровського національного історичного музею.

## Творчий внесок
О. Л. Красносельський зробив значний внесок у формування архітектурного вигляду Катеринослава (Дніпропетровська), створивши понад 50 архітектурних проектів у місті.
Також за проектами Красносельського споруджено будівлі в містах Рига, Тарту, Ясси, Ялта, Алупка та понад 100 будинків у Бельцях.
За проектами О. Красносельського у Катеринославі були побудовані:
- Особняк на вул. Крутогорній (1913 р.)
- Жилий будинок по вул. Мечнікова, 3 (1914 р.)
- Жилий будинок по вул. Андрія Фабра, 13 (1914 р.)

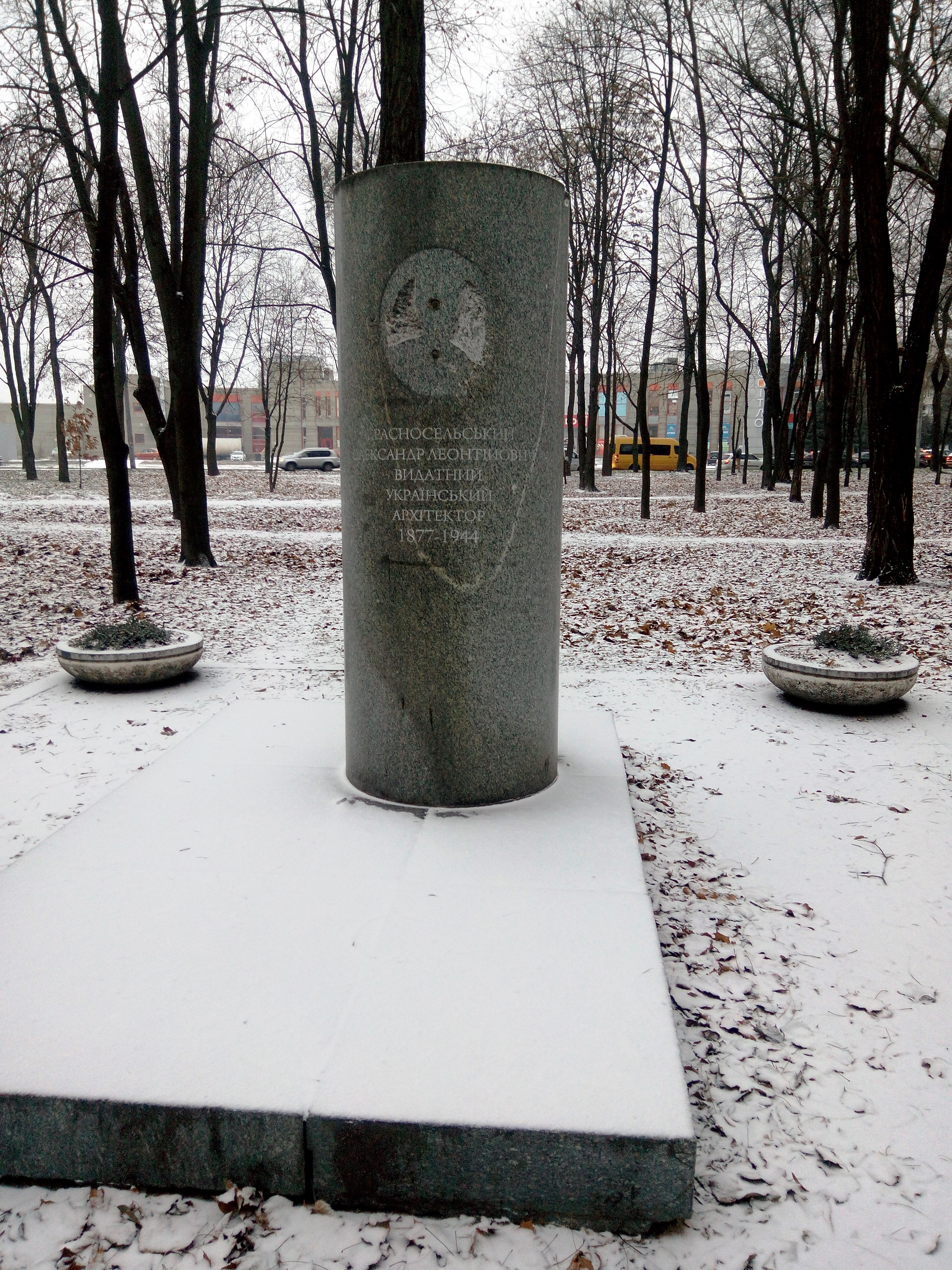
Пам'ятник О. Л. Красносельському в Дніпрі. Автор пам'ятника - архітектор Е. В. Амосов, автор портрета - скульптор В. І. Музика (пошкоджений вандалами)

- Пам'ятник О. Л. Красносельському в Дніпрі. Автор пам'ятника - архітектор Е. В. Амосов, автор портрета - скульптор В. І. Музика (пошкоджений вандалами)Пансіонат для дітей офіцерів, що загинули під час Першої світової війни (у радянські часи — Райком комсомолу) по вул. Михайла Грушевського (1915 р.)
- Двоповерховий жилий будинок з аптекою (просп. Сергія Нігояна, 4, 1916 р.)
- Анатомічний корпус медичного інституту в районі вул. Лагерної (1916 р.)
- Будівля банку на розі вул. Воскресенської та просп. Дмитра Яворницького (проект 1922-го року, побуд. в 1923-му) - неправильно, Красносельський виконав лише ремонт. Архітектор будівлі харків'янин Віктор Абрамович Естрович. Будівля дореволюційна.
- Палац охорони здоров'я, або Палац профілактики на вул. Профілакторній (1923—1927 рр.)
- Палац праці у Дніпропетровську (у радянські часи — Палац культури металістів, Палац культури ім. Ілліча, нині — Український дім) (1926—1932 рр.) за адресою просп. Сергія Нігояна, 47
- Центральний універмаг на пр. Дмитра Яворницького, 52 (1935—1938 рр.)
- Універмаг «Дитячий світ» (побудовано в 1936—1937 рр, знесено в 2010 р.)
- Жилий будинок на розі вулиць Святослава Хороброго й Короленка в Дніпропетровську (1936 р.)
- Додаткова споруда Крайового історичного музею (1937 р.)
- Жилий будинок з колонами на розі вулиць Короленка й Челюскіна (1938 р.)
- Театр на проспекті Дмитра Яворницького, 97 (1940—1941 рр.) - перебудова.

Незадовго до революції 1917 р. написав в 1915-му р. й два літературні твори — «Буде буря» та «Казку про царівну-конституцію». В 1917-18 рр. організовує і редагує мистецький журнал «Аргонавти», який видає через місцеве видавництво «Искусство». В 1922 році вийшли в світ збірки його віршів «Семирифменный спектр» (сонети) та «Огни предвечерий». Остання зазнала нищівної критики партійної газети "Звезда".

## Галерея

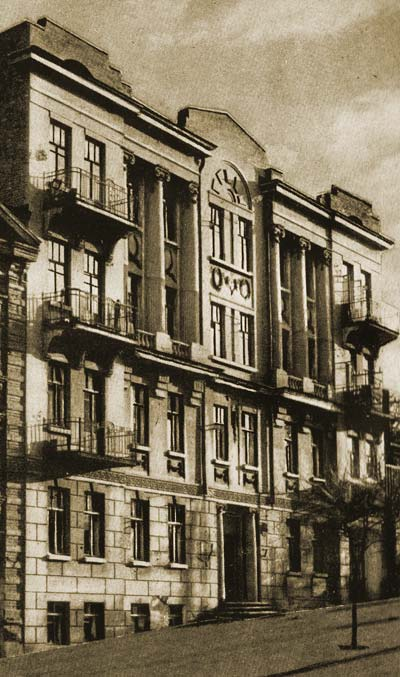
Житловий будинок по вул. Сєрова
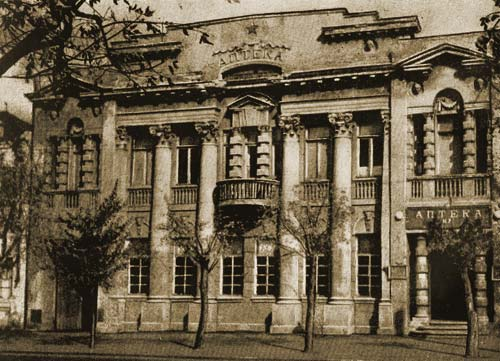
Двоповерховий житловий будинок з аптекою,Будинок-аптека Пріцкера, проспект С. Нігояна, 4
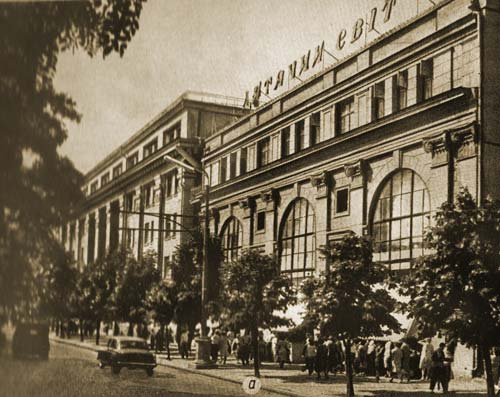
Універмаг "Дитячий світ"
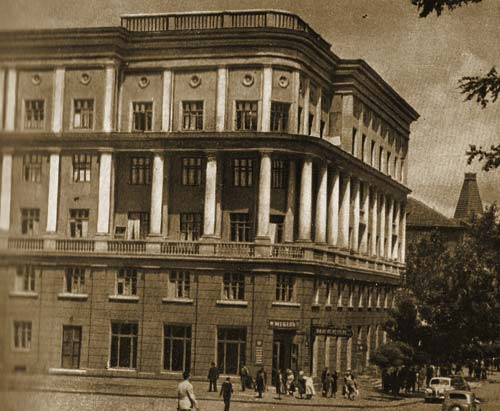
Житловий будинок з колонами на розі вулиць Короленка й Челюскіна
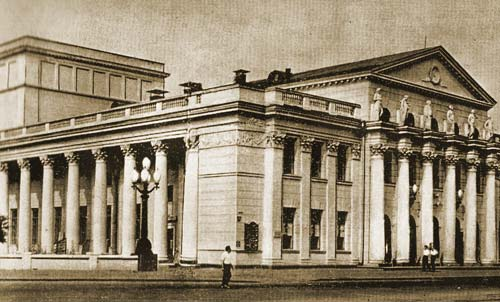
Драміком (за життя архітектора театр ім. тов. Луначарського, згодом - довоєнний театр опери та балету).
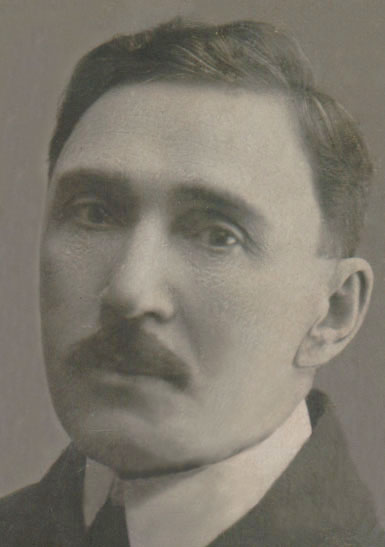
Красносельський Олександр Леонтійович